# Cassulh
Cassulh (en francès Casseuil) és un municipi francès situat al departament de la Gironda i a la regió de la Nova Aquitània.

## Demografia
| 1962                                       | 1968 | 1975 | 1982 | 1990 | 1999 | 2007 |
| ------------------------------------------ | ---- | ---- | ---- | ---- | ---- | ---- |
| 274                                        | 315  | 347  | 361  | 395  | 367  | 357  |
| Des de 1962: població sense dobles comptes |      |      |      |      |      |      |

## Administració
| Període | Identitat            | Partit |
| ------- | -------------------- | ------ |
| 2008-   | François Merveilleau | MoDem  |

## Galeria d'imatges

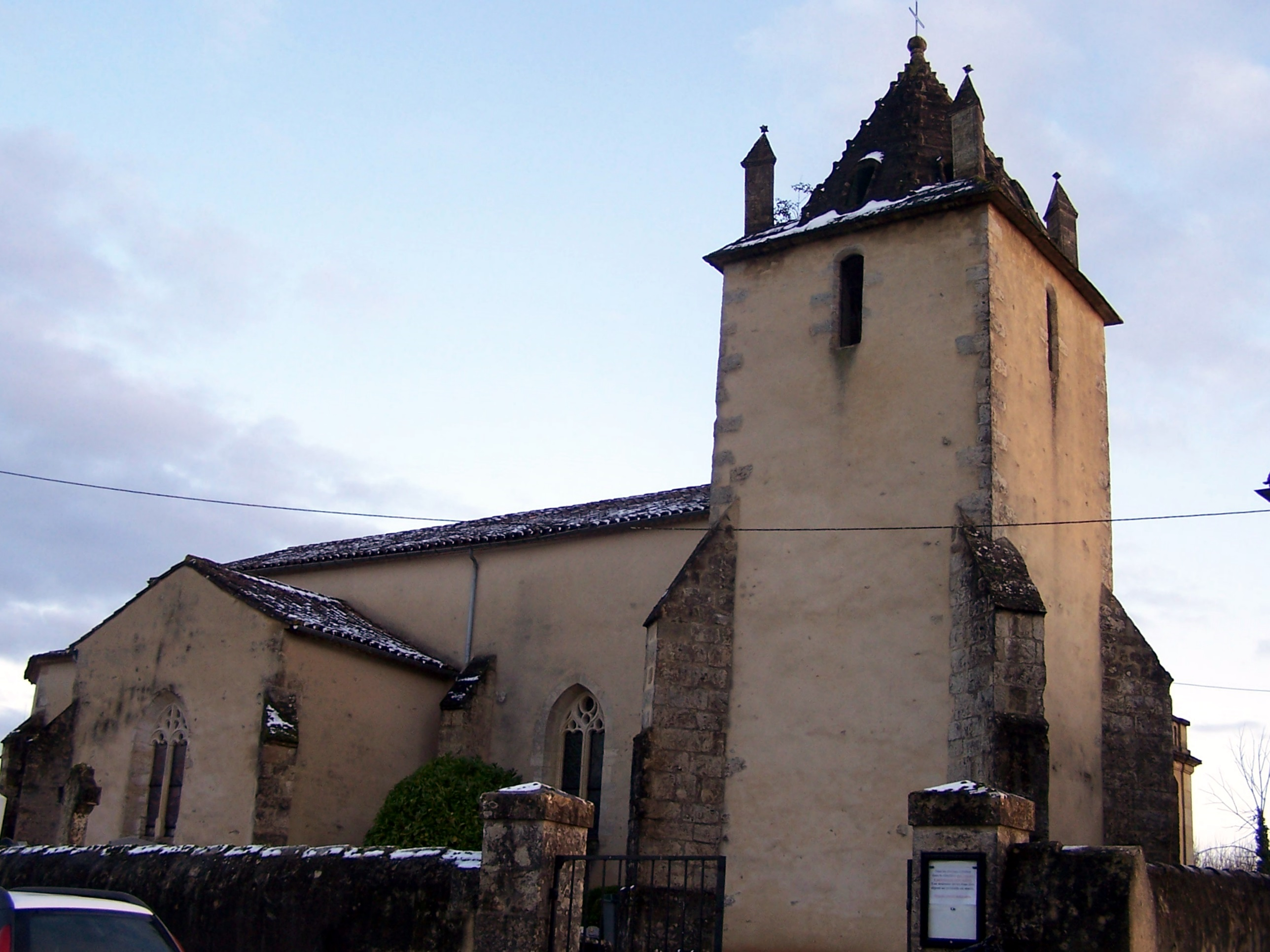
L'església Sent Pèir
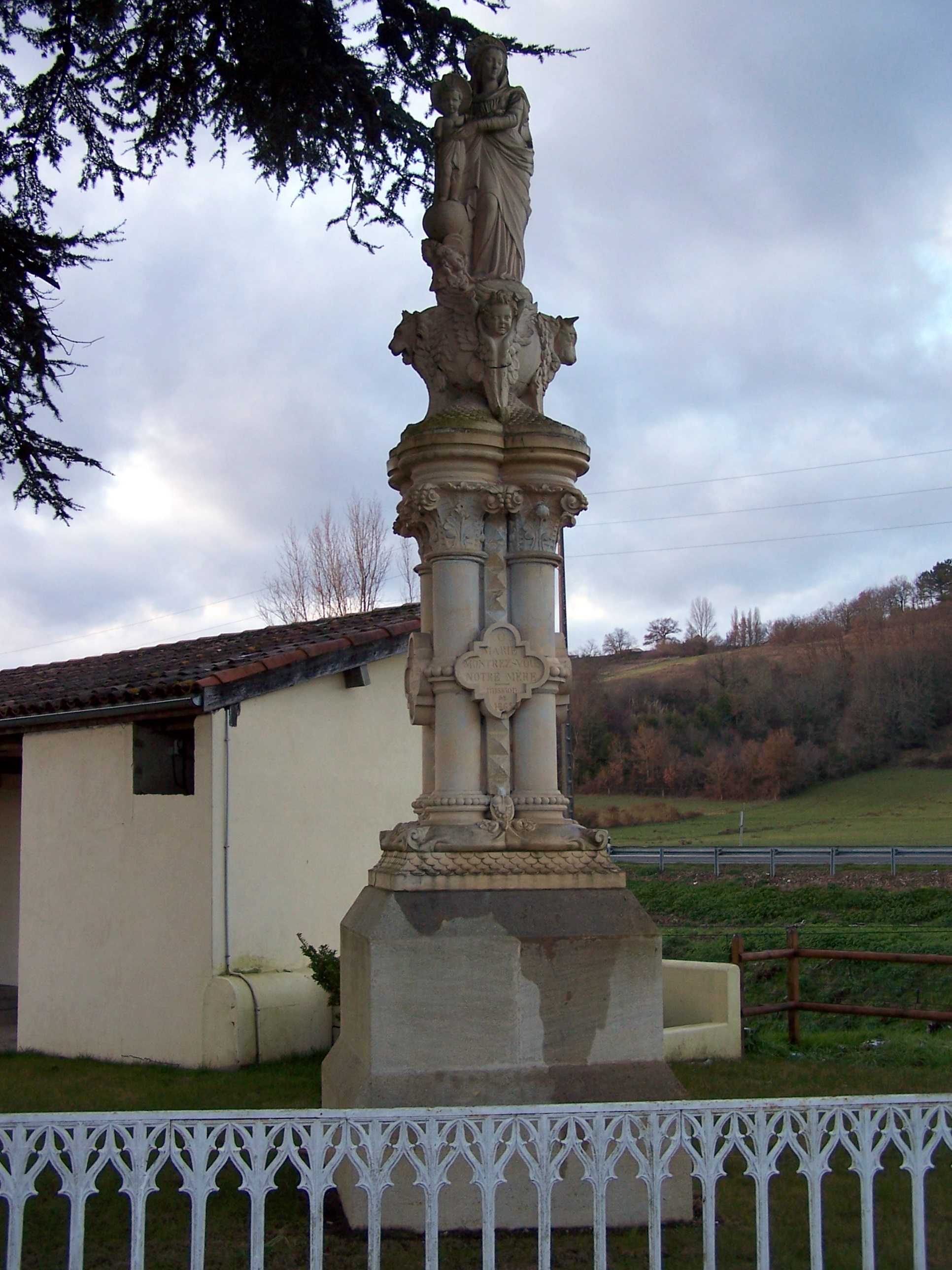
Oratoii vora l'alcaldia
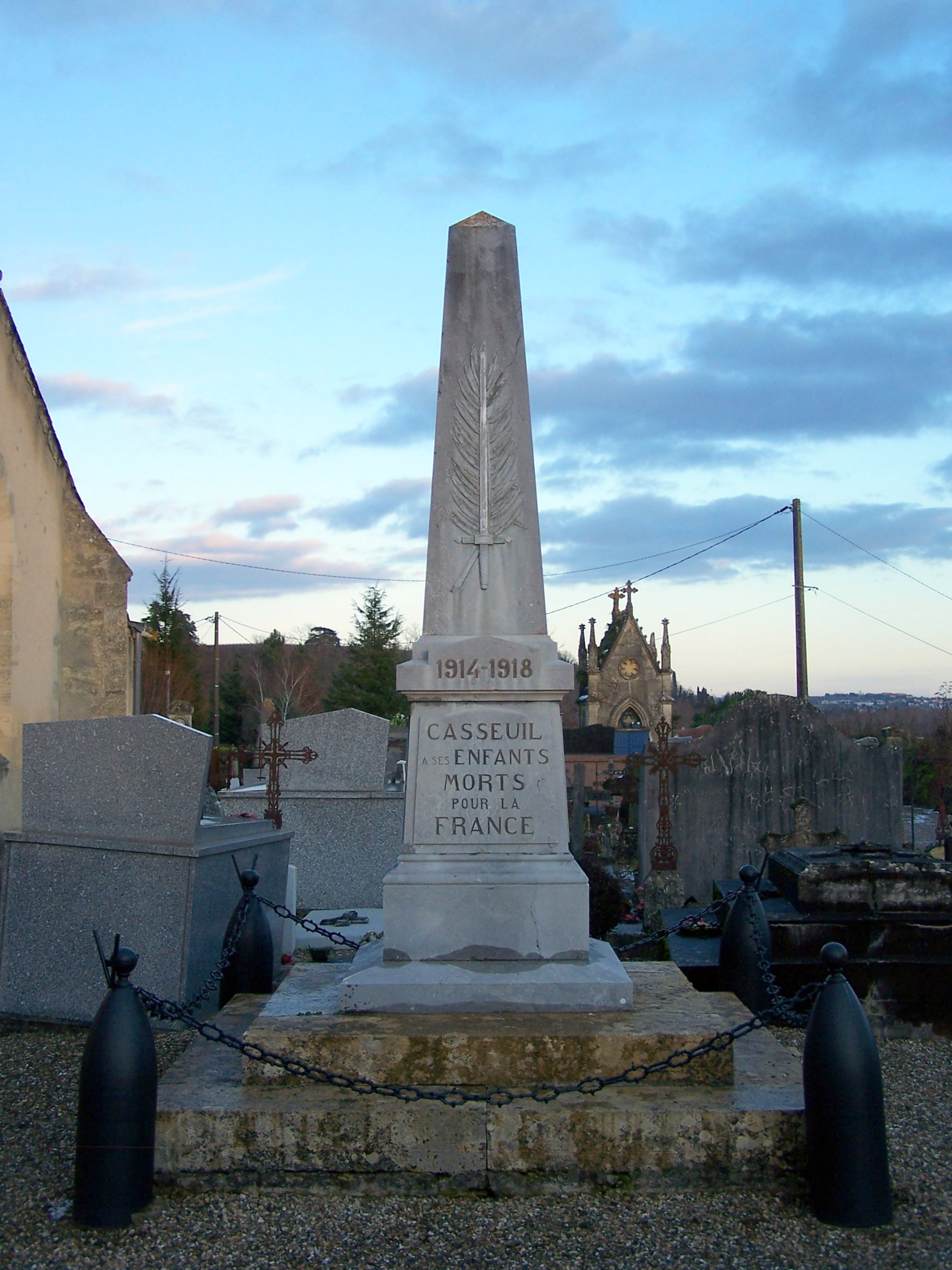
El monument als morts